# The French Song
The French song (Quand le Soleil dit bonjour aux Montagnes) is een nummer van de Canadese zangeres en songwriter Lucille Starr. Het nummer is in 1964 geproduceerd door Herb Alpert. De oorspronkelijke Engelse versie (When it's Lamp lighting Time in the Valley) werd uitgebracht in 1933. In 1936 werd het nummer op dezelfde melodie met een nieuwe tekst uitgebracht (When the Sun says goodnight to the Mountain) en werd daarna naar het Frans vertaald. De versie van Lucille Star is tweetalig: het eerste deel is Franstalig, het tweede deel van het lied is de oorspronkelijke Engelse tekst en het lied eindigt daarna weer in het Frans. Men vermoedt dat muziekuitgevers kozen voor de titel The French song omdat de eigenlijke Franstalige titel ("Wanneer de zon de bergen begroet") te moeilijk werd bevonden voor niet-Franstaligen. 
The French Song was de internationale doorbraak van Lucille Starr. Het was een kleine hit in de Verenigde Staten (54ste plaats) en Canada (12de plaats), maar in Australië, Zuid-Afrika en Europa werden meer dan een miljoen platen verkocht. In februari 1965 stond de single twee weken op de eerste plaats van de Nederlandse Top 40 en was na I Feel Fine van The Beatles de tweede nummer-een-hit in de historie van die hitlijst. In de Tijd voor Teenagers Top 10 stond het lied 24 weken genoteerd, waarvan vijf weken op de eerste plaats.
Een veelvoud aan artiesten heeft dit nummer gecoverd, in de Engelstalige versie en in (andere) meertalige versies. In 1978 verscheen een cover van zangeres Maribelle van dit nummer. In 2013 bracht Jan Rot een gedeeltelijk Nederlandstalige versie uit.

## Verschillen in tekst
Door de lange ontstaansgeschiedenis van dit tweetalige nummer zijn er door kleine verschillen in vertaling en de vrije interpretatie van de diverse uitvoerende artiesten, al voordat Lucille Starr met haar versie kwam, diverse variaties in de tekst ontstaan. Wat meespeelt is dat de Franse tekst soms de Engelse tekst tegenspreekt. Ook in Lucille Starrs opnames zijn verschillen in tekst te horen.
Wat de "originele" versie en vertaling zijn is daardoor moeilijk te achterhalen.
- "bonjour" <-> "goodbye"
- "je ne veut (peut) penser qu'à toi" <-> "I don't want to think of you".
- "Écoute à ma porte", "J'écoute à ma porte" <-> "I can still hear", "And I can still hear"

## Tracklist

### 7" Single
London FLX 3136 [uk] (1964)
1. The French song (Quand le soleil dit bonjour aux montagnes)
2. Sit down and write a letter to me

### 7" EP
London E7084 (1965)
1. The French song (Quand le soleil dit bonjour aux montagnes) - 2:41
2. La vie en rose - 2:48
3. Jolie Jacqueline - 2:20
4. Yours - 2:25

## Hitnoteringen
| The French song (Quand le soleil dit bonjour aux montagnes) | The French song (Quand le soleil dit bonjour aux montagnes) | The French song (Quand le soleil dit bonjour aux montagnes) | The French song (Quand le soleil dit bonjour aux montagnes) | The French song (Quand le soleil dit bonjour aux montagnes) | The French song (Quand le soleil dit bonjour aux montagnes) | The French song (Quand le soleil dit bonjour aux montagnes) | The French song (Quand le soleil dit bonjour aux montagnes) | The French song (Quand le soleil dit bonjour aux montagnes) | The French song (Quand le soleil dit bonjour aux montagnes) | The French song (Quand le soleil dit bonjour aux montagnes) | The French song (Quand le soleil dit bonjour aux montagnes) | The French song (Quand le soleil dit bonjour aux montagnes) | The French song (Quand le soleil dit bonjour aux montagnes) | The French song (Quand le soleil dit bonjour aux montagnes) | The French song (Quand le soleil dit bonjour aux montagnes) | The French song (Quand le soleil dit bonjour aux montagnes) | The French song (Quand le soleil dit bonjour aux montagnes) | The French song (Quand le soleil dit bonjour aux montagnes) | The French song (Quand le soleil dit bonjour aux montagnes) | The French song (Quand le soleil dit bonjour aux montagnes) | The French song (Quand le soleil dit bonjour aux montagnes) | The French song (Quand le soleil dit bonjour aux montagnes) | The French song (Quand le soleil dit bonjour aux montagnes) | The French song (Quand le soleil dit bonjour aux montagnes) | The French song (Quand le soleil dit bonjour aux montagnes) | The French song (Quand le soleil dit bonjour aux montagnes) | The French song (Quand le soleil dit bonjour aux montagnes) |
| Hitlijst                                                    | Datum van binnenkomst                                       | Week:                                                       | 1                                                           | 2                                                           | 3                                                           | 4                                                           | 5                                                           | 6                                                           | 7                                                           | 8                                                           | 9                                                           | 10                                                          | 11                                                          | 12                                                          | 13                                                          | 14                                                          | 15                                                          | 16                                                          | 17                                                          | 18                                                          | 19                                                          | 20                                                          | 21                                                          | 22                                                          | 23                                                          | 24                                                          | Laatste notering                                            |
| ----------------------------------------------------------- | ----------------------------------------------------------- | ----------------------------------------------------------- | ----------------------------------------------------------- | ----------------------------------------------------------- | ----------------------------------------------------------- | ----------------------------------------------------------- | ----------------------------------------------------------- | ----------------------------------------------------------- | ----------------------------------------------------------- | ----------------------------------------------------------- | ----------------------------------------------------------- | ----------------------------------------------------------- | ----------------------------------------------------------- | ----------------------------------------------------------- | ----------------------------------------------------------- | ----------------------------------------------------------- | ----------------------------------------------------------- | ----------------------------------------------------------- | ----------------------------------------------------------- | ----------------------------------------------------------- | ----------------------------------------------------------- | ----------------------------------------------------------- | ----------------------------------------------------------- | ----------------------------------------------------------- | ----------------------------------------------------------- | ----------------------------------------------------------- | ----------------------------------------------------------- |
| Tijd voor Teenagers Top 10                                  | 24-10-1964                                                  | Positie:                                                    | 10                                                          | 9                                                           | 9                                                           | 5                                                           | 3                                                           | 2                                                           | 2                                                           | 1                                                           | 1                                                           | 1                                                           | 3                                                           | 2                                                           | 2                                                           | 2                                                           | 2                                                           | 2                                                           | 1                                                           | 1                                                           | 2                                                           | 3                                                           | 5                                                           | 5                                                           | 6                                                           | 7                                                           | 03-04-1965                                                  |
| Nederlandse Top 40                                          | 02-01-1965                                                  | Positie:                                                    | 2                                                           | 2                                                           | 2                                                           | 2                                                           | 2                                                           | 1                                                           | 1                                                           | 2                                                           | 2                                                           | 4                                                           | 5                                                           | 5                                                           | 7                                                           | 7                                                           | 8                                                           | 12                                                          | 18                                                          | 22                                                          | 25                                                          |                                                             |                                                             |                                                             |                                                             |                                                             | 08-05-1965                                                  |

### Evergreen Top 1000
| Evergreen Top 1000 "The French Song" | Evergreen Top 1000 "The French Song" | Evergreen Top 1000 "The French Song" | Evergreen Top 1000 "The French Song" | Evergreen Top 1000 "The French Song" | Evergreen Top 1000 "The French Song" | Evergreen Top 1000 "The French Song" | Evergreen Top 1000 "The French Song" | Evergreen Top 1000 "The French Song" | Evergreen Top 1000 "The French Song" | Evergreen Top 1000 "The French Song" | Evergreen Top 1000 "The French Song" | Evergreen Top 1000 "The French Song" | Evergreen Top 1000 "The French Song" | Evergreen Top 1000 "The French Song" | Evergreen Top 1000 "The French Song" |
| Jaar                                 | 2008                                 | 2009                                 | 2010                                 | 2011                                 | 2012                                 | 2013                                 | 2014                                 | 2015                                 | 2016                                 | 2017                                 | 2018                                 | 2019                                 | 2020                                 | 2021                                 | 2022                                 |
| ------------------------------------ | ------------------------------------ | ------------------------------------ | ------------------------------------ | ------------------------------------ | ------------------------------------ | ------------------------------------ | ------------------------------------ | ------------------------------------ | ------------------------------------ | ------------------------------------ | ------------------------------------ | ------------------------------------ | ------------------------------------ | ------------------------------------ | ------------------------------------ |
| Positie                              | 80                                   | 57                                   | 457                                  | 449                                  | 476                                  | 59                                   | 108                                  | 83                                   | 133                                  | 168                                  | 235                                  | 182                                  | 178                                  | 229                                  | 237                                  |

### NPO Radio 2 Top 2000
| Nummer met noteringen in de NPO Radio 2 Top 2000 | '99  | '00  | '01  | '02  | '03  | '04  | '05  | '06  | '07  | '08  |
| ------------------------------------------------ | ---- | ---- | ---- | ---- | ---- | ---- | ---- | ---- | ---- | ---- |
| The French Song                                  | 1247 | 1256 | 1759 | 1737 | 1691 | 1490 | 1245 | 1330 | 1613 | 1447 |

1. ↑  Een vetgedrukt getal geeft de hoogste notering aan.
2. ↑  Deze tabel is bijgewerkt tot en met de laatste editie (2024).